# Budynek Kurii Biskupiej w Siedlcach

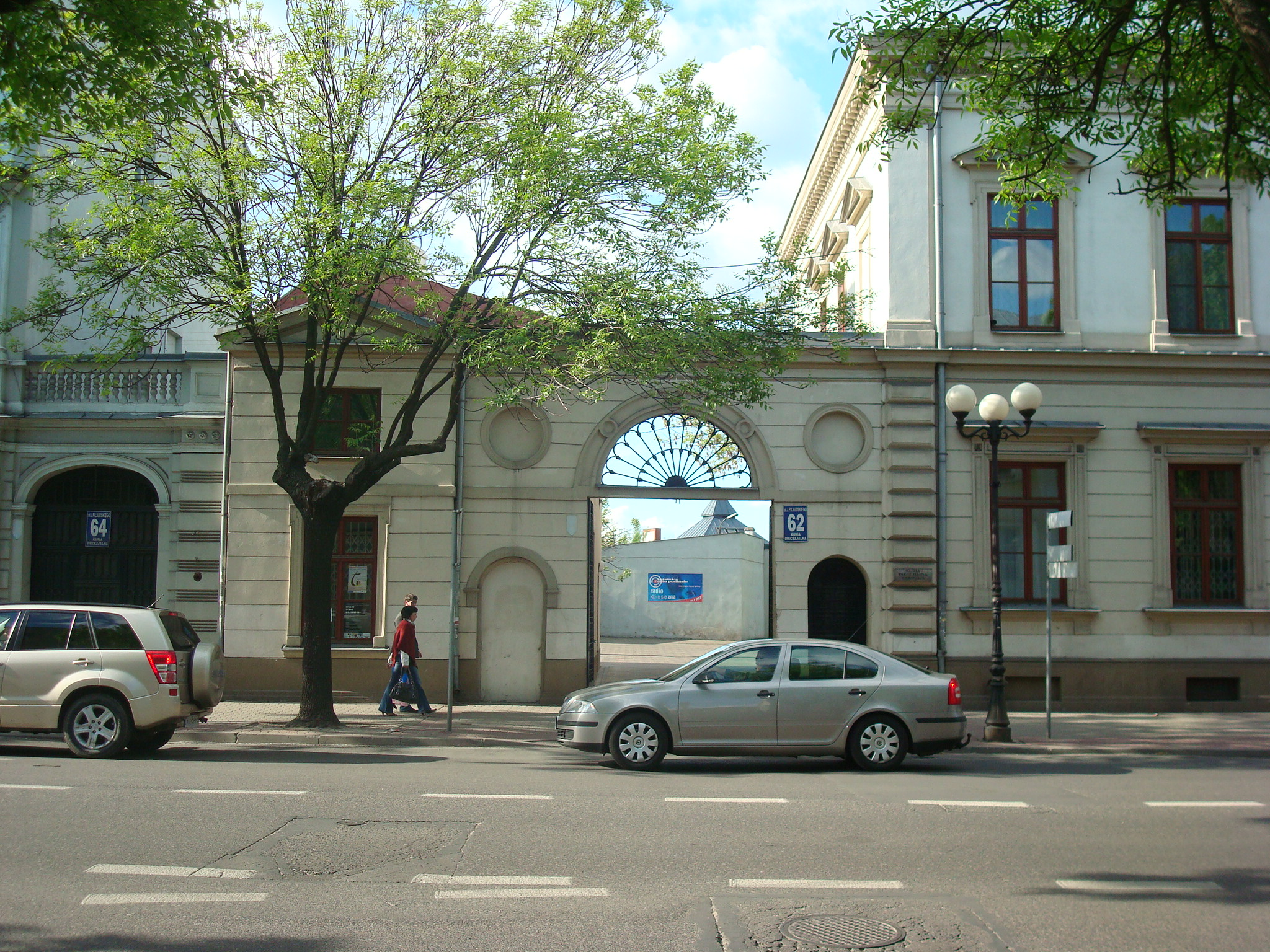
Ozdobna brama

Dyrekcja Szczegółowa Towarzystwa Kredytowego Ziemskiego – klasycystyczna dwukondygnacyjna budowla w Siedlcach, mieszcząca się przy ul. J. Piłsudskiego 62, o bardzo bogato zdobionym i charakterystycznym frontonie, zaprojektowana przez architekta Juliana Ankiewicza. Wzniesiona w latach 1872–1873 przez Franciszka Modrzewskiego jako siedziba siedleckiego oddziału Towarzystwa Kredytowego Ziemskiego w Warszawie. Przy zachodniej ścianie budynku znajduje się ozdobna brama, przez którą prowadzi wjazd na dziedziniec. 
W budynku mieściła się kuria biskupia diecezji siedleckiej.